# Drijfmestvlieg
De drijfmestvlieg (Hydrotaea aenescens) is een vliegensoort uit de familie van de echte vliegen (Muscidae). De wetenschappelijke naam van de soort is voor het eerst geldig gepubliceerd in 1830 door Wiedemann.